# История почты и почтовых марок Французского Судана

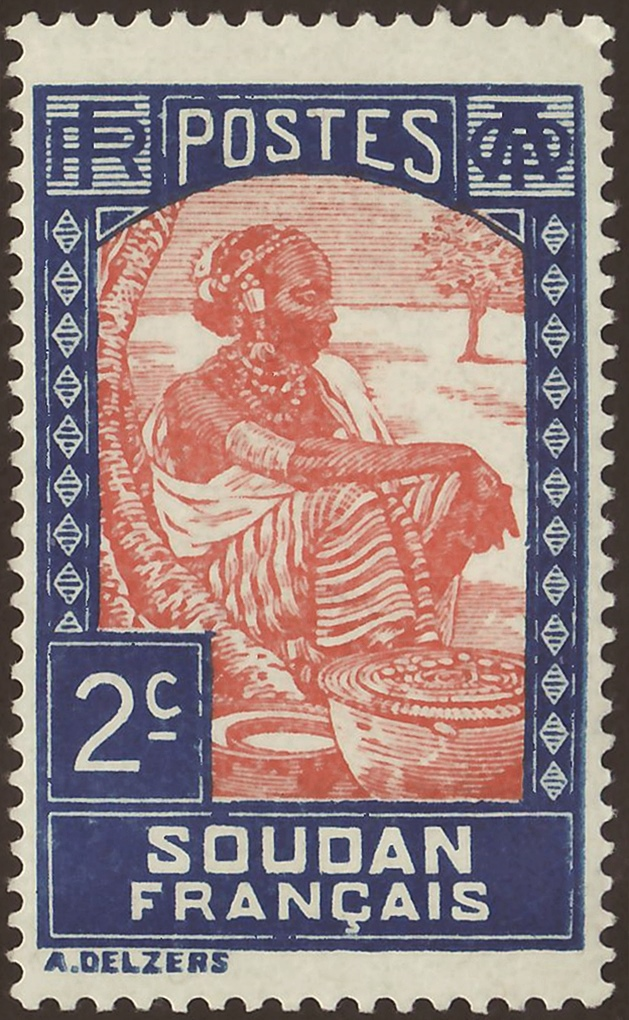
Почтовая марка Французского Судана, 1931 г.

Французский Судан (Soudan Français) был основан в конце девятнадцатого века и занимал примерно ту же территорию, что и современная Мали .

## Первые марки
С 1894 года по 1902 год в колонии Французский Судан были в обращении общие выпуски французских колоний (типы Alphée Dubois и Group) с названием колонии. В 1903 году на почтовых марках общего типа было написано «Сенегамбия и Нигер» — новое название колонии. В 1906 году были выпущены новые марки с надписью «Верхний Сенегал и Нигер» (колония, образованная в 1904 году) с различными рисунками, включая портреты колониальных деятелей: генерала Луи Федерба и генерал-губернатора Ноэля Балле в 1906 году и всадника-туарега в 1914 году. Все вышеперечисленные почтовые марки этой колонии с её последующими названиями редко встречаются на письмах до 1920 года.
В 1920 году колония Верхний Сенегал и Нигер стала Французским Суданом, а некоторые её регионы стали Верхней Вольтой и Нигером. Почтовые марки с изображением всадника-туарега широко использовались в этих трех колониях до конца 1920-х годов. С 1931 года по 1944 год темами почтовых марок были Колониальная выставка 1931 года, Пьер и Мария Кюри, исследователь Рене Кайе или годовщина взятия Бастилии. Но самой распространенной стала тематика выпусков 1931 года. Среди них доярка фулани, дверь резиденции Дженне и лодочник на реке Нигер.

## Французская Западная Африка

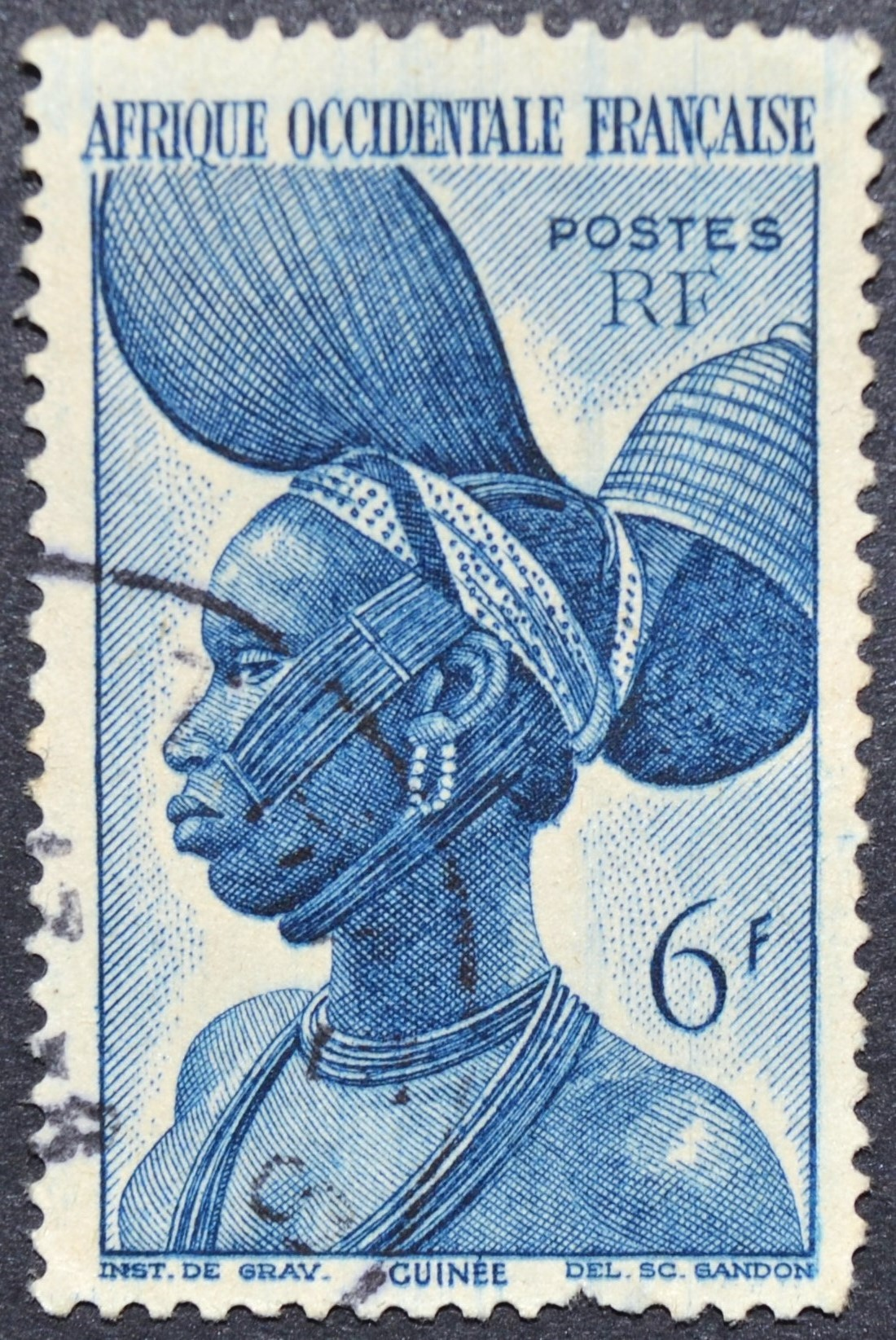
Французская Западная Африка, серия 1947 г.

С 1944 года по 1959 год во Французском Судане в обращении были выпуски Французской Западной Африки.
Различные территории были объединены в 1895 году французскими колониальными властями в федерацию, известную как Французская Западная Африка (AOF). Эти территории включали Мавританию, Сенегал, Французский Судан (ныне Мали), Французскую Гвинею (ныне Гвинея), Кот-д’Ивуар, Нигер, Верхнюю Вольту (ныне Буркина-Фасо) и Дагомею (ныне Бенин). Французские колониальные территории в составе федерации выпускали собственные почтовые марки до 1943 года. Во многих случаях на марках было написано название федерации фр. «Afrique Occidentale Française» («Французская Западная Африка»), а также собственное название колонии.
В 1943 и 1944 годах на почтовых марках Сенегала и Мавритании были сделаны надпечатки новых номиналов, при этом они были в обращении на всей территории Французской Западной Африки.
Первыми выпусками, напечатанными специально для федерации, были марки общего рисунка типа Эбуэ и стандартная серия с изображением колониальных солдат: оба вышли в 1945 году. На серии 1947 года были изображены 19 видов и людей из разных колоний, затем в течение 1950-х годов было эмитировано около 30 различных памятных марок. Последним выпуском с надписью «Afrique occidentale française» («Французская Западная Африка») и «RF» (сокр. от Французская республика) стал выпуск, посвящённый правам человека, в декабре 1958 года.
За ним последовал выпуск по поводу Дня почтовой марки 21 марта 1959 года, на котором не было указано название федерации, а была надпись «CF» наряду с текстом «Dakar-Abidjan» («Дакар-Абиджан») для использования в Кот-д’Ивуаре и Сенегале.

## Независимость
Французский Судан объединился в недолговечную Федерацию Мали с Сенегалом в 1959 году, но связи между обеими странами быстро ослабли. В 1960 году Французский Судан официально стал Республикой Мали.